# Heterosporiopsis monilifera
Heterosporiopsis monilifera är en svampart som beskrevs av Petr. 1950. Heterosporiopsis monilifera ingår i släktet Heterosporiopsis, divisionen sporsäcksvampar och riket svampar.   Inga underarter finns listade i Catalogue of Life.